# Bataille de Salamine de Chypre (450 av. J.-C.)
Pour les articles homonymes, voir Bataille de Salamine de Chypre.
 (avril 2022).
Si vous disposez d'ouvrages ou d'articles de référence ou si vous connaissez des sites web de qualité traitant du thème abordé ici, merci de compléter l'article en donnant les références utiles à sa vérifiabilité et en les liant à la section « Notes et références ».

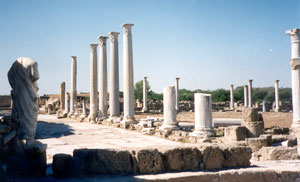
Vue général de Salamine, Chypre

La bataille de Salamine de Chypre, livrée en 450 av. J.-C. entre la ligue de Délos et l'Empire perse, fut l'affrontement décisif qui mit un terme aux projets d'expansion achéménides dans le monde égéen, et qui aboutit à la conclusion de la paix de Callias en 449 avant notre ère, à la suite de la victoire des trières grecques.

## Contexte
Après la seconde guerre médique, la constitution, à l'initiative d'Athènes, de la ligue de Délos, une symmachia (alliance) de nombreuses cités grecques en mer Égée, en Ionie, en Thrace et dans la région de l'Hellespont, a pour objectif de définitivement rayer la présence perse de la carte du monde grec. À la faveur de campagnes victorieuses en Thrace et au nord de la mer Égée dans les années 477-475, suivies, à une date inconnue, oscillant entre 469 et 466, de la victoire de Cimon à l'embouchure de l'Eurymédon, la ligue fait reculer l'Empire perse (malgré l'échec de l'expédition d'Égypte de 460-454). 

## La révolte chypriote et la bataille
Quand l'île de Chypre, soumise au grand roi perse, entre en révolte, Athènes intervient au moyen de 200 trières pour supporter le mouvement et affaiblir de nouveau l'Empire achéménide. C'est le militaire Cimon, rappelé d'exil en 450, qui obtient le commandement de la flotte. Aux larges des côtes de Chypre, les navires grecs rencontrent les Perses, et remportent une victoire importante, malgré la mort de leur chef Cimon devant Kition. L'issue de l'affrontement offre au négociateur Callias l'opportunité de négocier une paix à l'avantage des Grecs.